# Stuart O'Grady

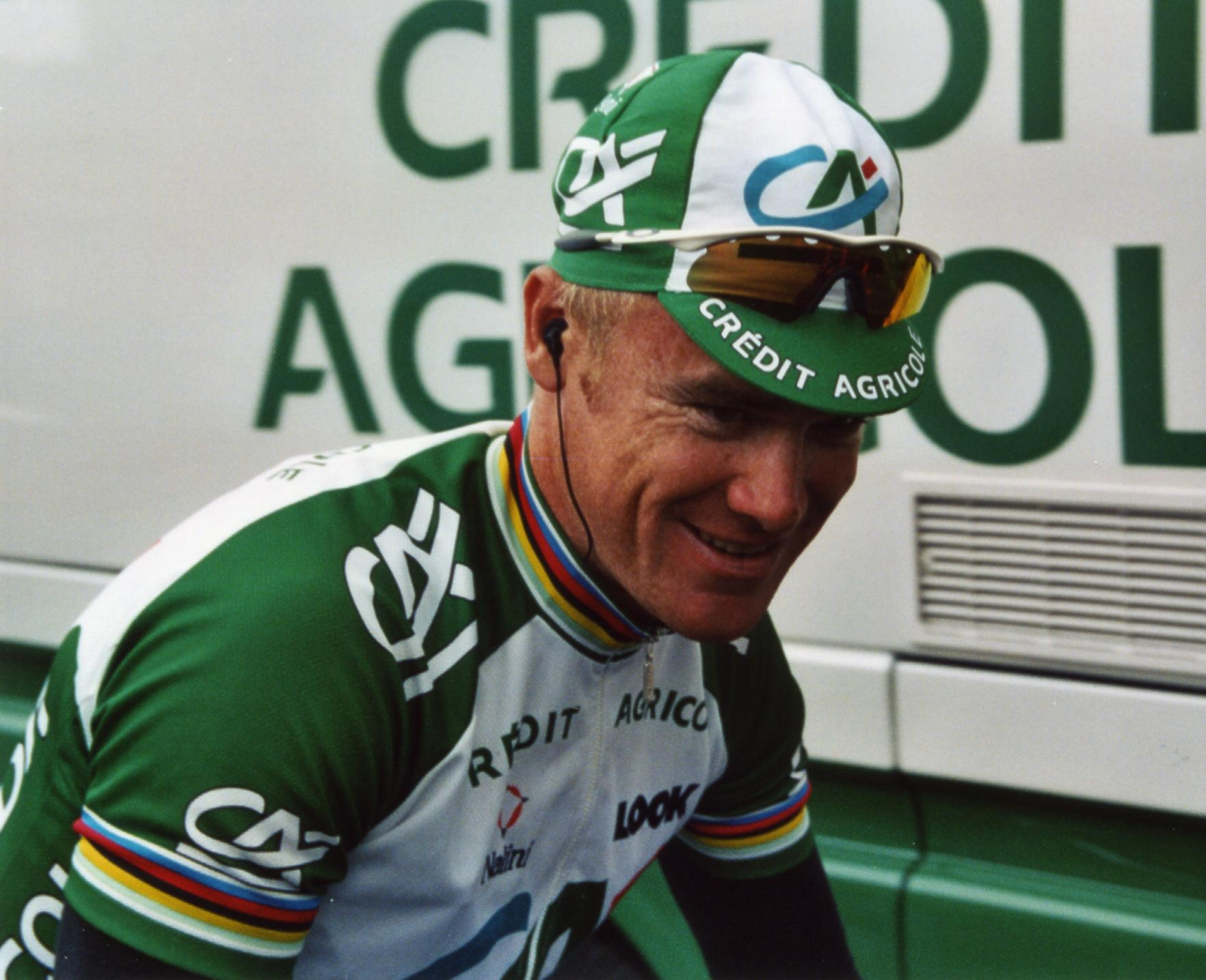
Stuart O'Grady a la París-Tours 2002

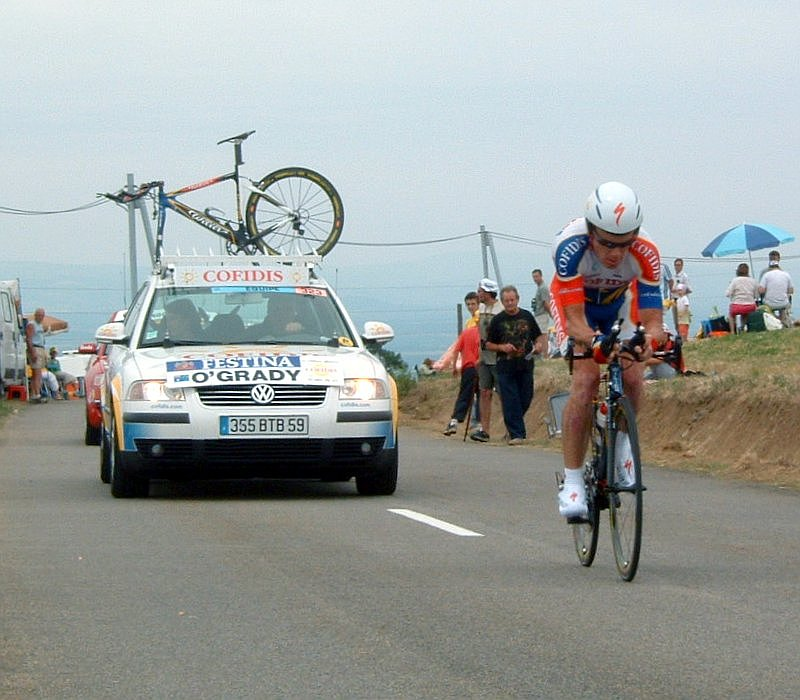
Stuart O'Grady al Tour de França de 2005

Stuart O'Grady OAM (Adelaida, 6 d'agost de 1973) és un ciclista australià, professional des del 1995. Excel·lent esprínter durant la seva carrera ha aconseguit 4 medalles olímpiques, dues etapes al Tour de França i la París-Roubaix de 2007 com a principals èxits.

## Biografia
Nascut a Adelaida, en el si d'una família de ciclistes, va començar practicant el ciclisme en pista. El seu primer èxit internacional fou la medalla de plata als Jocs Olímpics de 1992 en la prova de persecució per equips, junt a Brett Aitken, Stephen McGlede i Shaun O'Brien. El 1996 va guanyar dues medalles de bronze, en persecució per equips, junt a Brett Aitken, Timothy O'Shannessey i Dean Woods i en puntuació.
El 1995 va signar el seu primer contracte professional amb l'equip Gan, posteriorment reconvertit en el l'equip Crédit Agricole. Al Tour de França de 1998 va guanyar una etapa i dugué el mallot groc durant tres etapes. El 2001 tornà a vestir el mallot groc durant cinc etapes i lluità frec a frec amb Erik Zabel per a l'obtenció del mallot verd dels punts, mallot que finalment guanyà l'alemany en la darrera etapa.
Fitxat per l'equip Cofidis el 2004 per tal de concentrar-se en les clàssiques de primavera (sobretot la París-Roubaix i el Tour de Flandes), O'Grady va tenir un començament de temporada difícil per culpa d'una costella fracturada i, sobretot, l'assumpte de dopatge en què es va veure immers el seu equip. Al Dauphiné Libéré guanyà dues etapes i la classificació per punts i al Tour de França va guanyar una etapa. Als Jocs Olímpics va guanyar la medalla d'or en la prova de l'americana, junt a Graeme Brown. Finalitzà la temporada amb la victòria a la HEW Cyclassics.
Al Tour de França de 2005 O'Grady tornà a quedar en segona posició de la classificació per punts, rere Thor Hushovd. A final de temporada va signar un contracte d'un any amb Bjarne Riis per córrer el 2006 al Team CSC. Aquesta fou una temporada marcada per les lesions, en què no assoleix cap triomf destacable.
El 2007 arribà la seva principal victòria en ruta, en convertir-se en el primer australià a guanyar la París-Roubaix.
Després de participar en el seu 17è Tour de França de manera consecutiva, va decidir posar punt final a la seva carrera esportiva en acabar l'edició del 2013. El 24 de juliol de 2013 va admetre en una entrevista al diari The Advertiser haver consumit EPO durant el Tour de França de 1998. L'endemà el Comitè Olímpic Australià va demanar a O'Grady deixar la Comissió d'Atletes de la qual formava part.

## Palmarès en pista

### Jocs Olímpics
- Barcelona 1992
  -  Medalla de plata en la prova de persecució per equips (amb Brett Aitken, Stephen McGlede i Shaun O'Brien)
- Atlana 1996
  -  Medalla de bronze en la prova de persecució per equips (amb Brett Aitken, Timothy O'Shannessey i Dean Woods)
  -  Medalla de bronze en la prova de puntuació
- Atenes 2004
  -  Medalla d'or en la prova d'americana (amb Graeme Brown)

### Campionats del món en pista
- 1991
  - Bronze en Persecució per equips
- 1993
  - Campió del món de Persecució per equips
- 1994
  - Bronze en Persecució per equips
- 1995
  - Campió del món de Persecució per equips
  - Bronze en Persecució individual

### Jocs de la Commonwealth
- 1994
  -  Medalla d'or en la prova de persecució per equips
  -  Medalla d'or en la prova de scratch

## Palmarès en ruta
- 1992
  - Vencedor d'una etapa del Tour de Normandia
- 1995
  - Vencedor d'una etapa del Circuit de La Sarthe
- 1996
  - Vencedor d'una etapa de la Volta a Múrcia
- 1997
  - Vencedor de 3 etapes del Herald Sun Tour
  - Vencedor d'una etapa de la Bayern Rundfahrt
- 1998
  - 1r al Prudential Tour i vencedor de 2 etapes
  - Vencedor d'una etapa del Tour de França
  - Vencedor d'una etapa de la Volta a Luxemburg
  - Vencedor d'una etapa del Tour de Poitou-Charentes
- 1999
  - 1r al Tour Down Under i vencedor de 2 etapes
  - 1r a la Classic Haribo
  - Vencedor d'una etapa del Prudential Tour
- 2000
  - Vencedor d'una etapa del Gran Premi del Midi Libre
- 2001
  - 1r al Tour Down Under
- 2003
  -  Campió d'Austràlia en ruta
  - Vencedor de 2 etapes del Tour de Langkawi
- 2004
  - 1r a la HEW Cyclassics
  - 1r al Gran Premi de Villers-Côterets
  - Vencedor de 2 etapes del Critèrium del Dauphiné Libéré
  - Vencedor d'una etapa del Tour de França
  - Vencedor d'una etapa de la Volta a Dinamarca
- 2007
  - 1r a la París-Roubaix
- 2008
  - 1r a la Herald Sun Tour i vencedor de 2 etapes

### Resultats al Tour de França
- 1997. 109è de la classificació general
- 1998. 54è de la classificació general. Vencedor d'una etapa.  Porta el mallot groc durant 3 etapes
- 1999. 94è de la classificació general
- 2000. No surt (7a etapa)
- 2001. 54è de la classificació general.  Porta el mallot groc durant 6 etapes
- 2002. 77è de la classificació general
- 2003. 90è de la classificació general. Vencedor de la classificació del centenari
- 2004. 61è de la classificació general. Vencedor d'una etapa
- 2005. 77è de la classificació general
- 2006. 91è de la classificació general
- 2007. Abandona (8a etapa)
- 2008. 109è de la classificació general
- 2009. 124è de la classificació general
- 2010. 149è de la classificació general
- 2011. 78è de la classificació general
- 2012. 97è de la classificació general
- 2013. 161è de la classificació general

### Resultats a la Volta a Espanya
- 2004. No surt (12a etapa)
- 2006. 65è de la classificació general
- 2009. No surt (17a etapa)
- 2010. No surt (10a etapa)
- 2011. 93è de la classificació general

### Resultats al Giro d'Itàlia
- 2005. No surt (13a etapa)
- 2008. No surt (4a etapa)